# Félix Maritaud
Félix Maritaud (Nevers, 12 dicembre 1992) è un attore cinematografico francese.

## Biografia
Ha frequentato gli studi di Belle Arti, abbandonandoli per mancanza di risorse. Apertamente omosessuale, nel 2015 inizia la carriera nella pornografia gay con lo pseudonimo di Anal Fury. Per gli studios Citebeur e Sketboy gira scene soprattutto nel ruolo di passivo. Nel frattempo muove i primi passi nel cinema tradizionale e nel 2017 viene scelto dal regista Robin Campillo che gli affida il ruolo di Max in 120 battiti al minuto.
Nel 2018, ha recitato nel film Un couteau dans le cœur di Yann Gonzalez e in Sauvage di Camille Vidal-Naquet, dove interpreta Léo, un giovane prostituto di strada. Per il ruolo vince il premio Louis Roederer come miglior rivelazione al Festival di Cannes 2018 ed il premio di miglior attore al Festival du film francophone d'Angoulême. Ha recitato come protagonista nel film per la televisione Jonas diretto da Christophe Charrier e prodotto da arte.

## Filmografia

### Filmografia tradizionale come Félix Maritaud

#### Cinéma
- 120 battiti al minuto (120 battements par minute), regia di Robin Campillo (2017)
- Sauvage, regia di Camille Vidal-Naquet (2018)
- Un couteau dans le cœur, regia di Yann Gonzalez (2018)
- L'Ennemi, regia di Stephan Streker (2020)
- Non sarai sola (Nema da bideš sama), regia di Goran Stolevski (2022)
- Amore mio, regia di Guillaime Gouix (2022)
- Best secret Place, regia di Caroline Poggi e Jonathan Vinel (2023)
- Solo, regia di Sophie Dupuis (2023)
- Maldoror, regia di Fabrice Du Welz (2024)
- Un monde violent, regia di Maxime Caperan (2025)

#### Televisione
- Jonas, regia di Christophe Charrier (2018) - Film TV
- Vernon Subutex, 2 episodi (2019)

#### Cortometraggi
- Les Îles regia di Yann Gonzalez (2016)
- Les Ardents, regia di Janloup Bernard (2017)
- Tout seul, regia di Antoine Laurens (2017)
- Enter, regia di Manuel Billi e Benjamin Bodi (2017)
- Sacré Cœur , regia di Antoine Camard (2018)
- Massachusetts, regia di Jordi Perino (2018)
- Je fixais des vertiges, regia di Chloé Bourgès (2018)
- Quel joli temps pour jouer ses vingt-ans , regia di Pauline Garcia (2018)
- La flame, regia di Orazio Guarino (2019)
- De la terreur, mes soeurs!, regia di Alexis Langlois (2019)
- Massachusetts, regia di Jordi Perino (2019)
- Christine and the Queens: La Vita Nuova, regia di Colin Solal Cardo (2020)
- Dustin, regia di Naïla Guiguet (2020)

#### Mediometraggi
- Lux æterna, regia di Gaspar Noé (2019)

### Filmografia pornografica come Anal Fury
- Serial Sneaker 6, Sketboy.com (2015)
- Bold Shop Assistant, Sketboy.com (2015-2018)
- Fucked Like a Pig, Citebeur.com (2015-2018)
- Hipster-Fucker, Citebeur.com (2015-2018)
- Marc Humper Wide Open, Citebeur.com (2015-2018)
- Bad Ass Street Boys 2, scena Walid Fucked His Ass, Citebeur.com (2018)